# 西彼得斯堡縣區 (伊利諾伊州默納德縣)
西彼得斯堡十六號鎮區（英語：Petersburg West No.16 Precinct）是位於美國伊利諾伊州默納德縣的一個縣區。

## 地方資料
根據2010年美國人口普查的數據，西彼得斯堡十六號鎮區的面積為3.49平方千米，當中陸地面積為3.49平方千米，而水域面積為0.00平方千米。當地共有人口2299人，而人口密度為每平方千米658.74人。